# Фриман, Флоренс

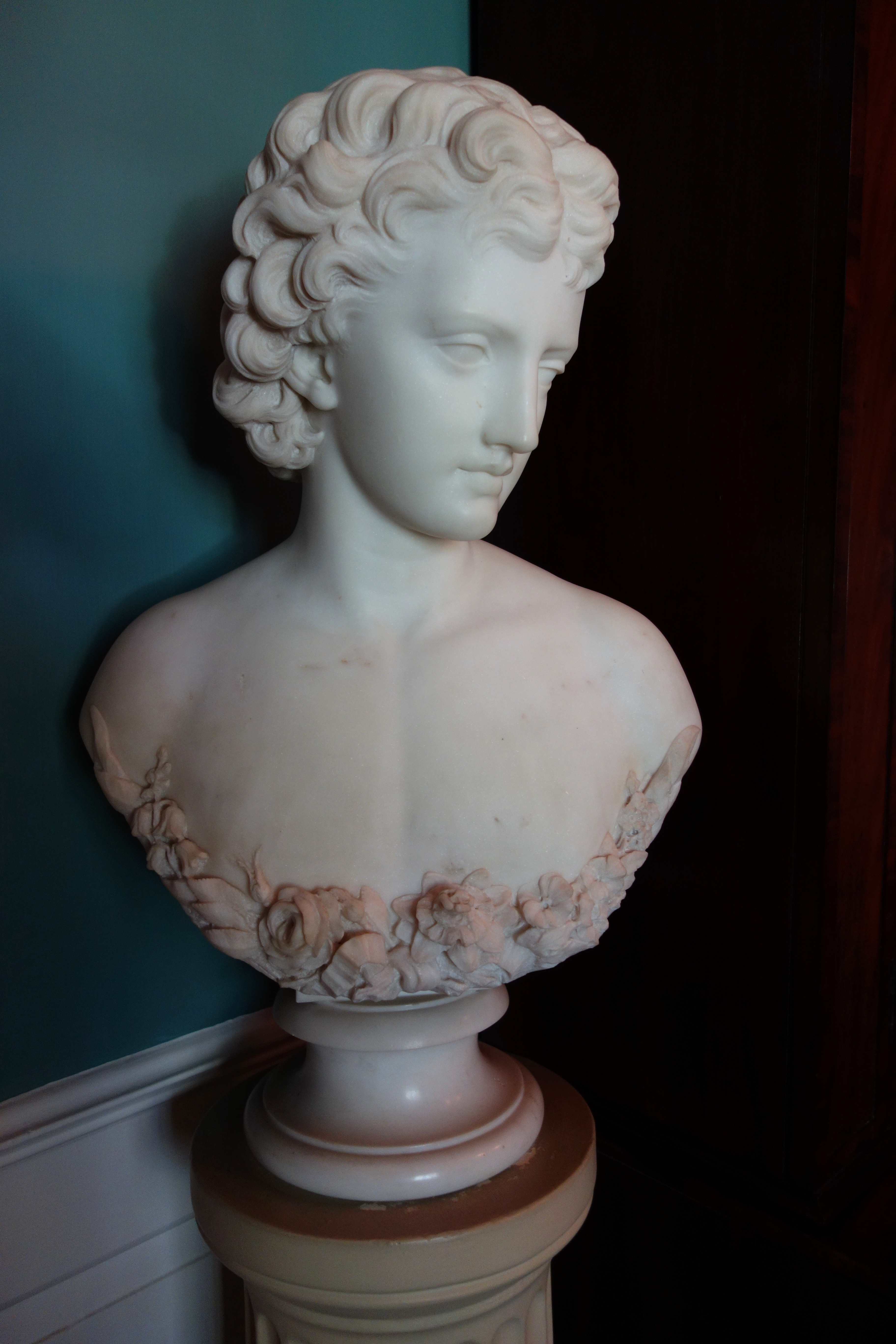
Одна из работ Флоренс Фриман

Флоренс Фриман (англ. Florence Freeman, полное имя Anne Florence «Florrie» Freeman; 14 января 1836, Бостон — 8 августа 1883, Рим) — американская скульптор.

## Биография
Родилась 14 января 1836 года в Бостоне, в семье Питера Уайлдера Фримана и его жены Фрэнсис Энн Дорр.
После учёбы у американского скульптора Ричарда Гриноу, Флоренс уехала в 1861 году в Италию и осталась там, за исключением периодических визитов в семью в США, на всю оставшуюся жизнь. Она была одной из нескольких женщин-скульпторов, связанных с актрисой Шарлоттой Кушман в качестве любовниц, друзей или получателей финансовой поддержки, включая Маргарет Фоули, Харриет Хосмер, Эдмонию Льюис, Эмму Стеббинс и Энн Уитни.‍ Также была хорошо знакома с семьёй американского скульптора Уильяма Стори, который жил и работал в Италии.
В 1862 году она открыла собственную студию в Риме, где провела свою профессиональную жизнь. Она выполнила несколько барельефов Данте, бюст Сандальфон и другие работы. Была представлена своими скульптурами на Всемирной выставке в Филадельфии в 1876 году.
Умерла 8 августа (по другим данным 7 августа) 1883 года в Риме от чахотки (туберкулез), там же была похоронена на Римском некатолическом кладбище у пирамиды Гая Цестия вместе со многими другими членами англо-американской общины. Её могила не сохранилась.